# Harvard Papers in Botany
Harvard Papers in Botany (abreviado Harvard Pap. Bot.) es una revista con ilustraciones y descripciones botánicas que editada por la Universidad de Harvard en Cambridge (Massachusetts) desde el año 1989. Fue precedida por Botanical Museum Leaflets.

## Publicación
- vol. 1(nos. 1-10), 1989-Apr 1997
- vol. 2+, Aug. 1997+